# CoCo Lee
CoCo Lee pseudonimo di Ferren Lee-Kelly (Hong Kong, 17 gennaio 1975 – Hong Kong, 5 luglio 2023) è stata una cantante, produttrice discografica e attrice hongkonghese naturalizzata statunitense.
CoCo Lee è stata la prima ed unica artista asiatica ad avere contemporaneamente tre singoli ai vertici della MTV Asia Hitlist. Il suo singolo Do You Want My Love è riuscito ad entrare anche nella prestigiosa classifica statunitense Billboard Hot 100, e l'intero album Just No Other Way ha ottenuto un buon successo nel mercato occidentale.
La musica di CoCo Lee subisce influenze che vanno dal pop, all'hip-hop, al R'n'B, fino ad arrivare al soul. I mass media l'hanno soprannominata "Asian Pop Diva" o anche "la Mariah Carey asiatica".

## Biografia
Figlia di madre cantonese di Hong Kong e padre indonesiano-cinese. Aveva due sorelle maggiori, Nancy, un'attrice di Hong Kong che in seguito divenne anche la sua manager, e Carol. Suo padre è morto prima che lei nascesse. Quando aveva nove anni, sua madre portò lei e le sue sorelle a vivere a San Francisco,  dove frequentò la Presidio Middle School e la Raoul Wallenberg Traditional High School.
L'estate dopo il diploma di scuola superiore, a Lee è stato offerto un contratto discografico a Hong Kong e lei ha tentato di destreggiarsi tra la sua fiorente carriera lì e i suoi studi all'University of California, Irvine, ma alla fine se ne andò dopo il suo anno da matricola per concentrarsi sulla sua carriera pop.

### Carriera
Dopo che Lee si è diplomata al liceo nel 1992, è tornata a Hong Kong per vedere le sue sorelle partecipare al concorso di Miss Hong Kong.
La carriera dell'artista comincia in un concorso canoro del 1993, il New Talent Singing Awards, che riuscì a vincere con la sua cover del brano Run to You, di Whitney Houston. L'etichetta discografica Capital Records si interessò a CoCo Lee, anche perché si dimostrò l'unica partecipante a saper cantare in lingua inglese, ed il giorno seguente alla vittoria, le fece firmare il suo primo contratto.
La cantante debutta ufficialmente il 15 giugno 1993, con l'album, "火熱動感93'勁秋版", che ottiene ottimi risultati. L'anno seguente, CoCo Lee lavora con la Fancy Pie Records e dal 1995, Coco comincia la propria collaborazione con la Sony Music Entertainment.
CoCo Lee diventa conosciuta in tutto il mondo, quando nel 2001 si esibisce durante la cerimonia per l'assegnazione dei premi oscar. In quell'occasione CoCo Lee cantò A Love Before Time, tema del film La tigre e il dragone, brano candidato all'oscar per la migliore canzone. Si trattò della prima volta che una artista asiatica si esibiva su quel palcoscenico. L'anno seguente, nel 2002, CoCo viene addirittura designata come cantante ufficiale dell'inno nazionale americano durante gli Houston Rockets NBA.
Nel 2003 la Disney sceglie CoCo Lee come doppiatrice della protagonista del film Mulan II nell'adattamento cinese del film. Nel film CoCo Lee canta anche il tema principale Reflections, che eseguirà nuovamente nel 2005, durante la cerimonia d'apertura del parco Disneyland Hong Kong.
Nel 2001, la rivista Asia Weekly ha nominato Coco come una delle 50 persone più potenti in Asia.

### Morte
Malata di depressione negli ultimi anni della sua vita, il 2 luglio 2023 Lee ha commesso un tentativo di suicidio nella sua casa a Taipei. Ricoverata in coma al Queen Mary Hospital di Hong Kong, è morta nella struttura il 5 luglio successivo all'età di 48 anni. Sua sorella, Nancy, rivelò che il suo funerale sarebbe stato posticipato almeno ad agosto come l'autopsia è in attesa di essere eseguita per scoprire l'entità della sua battaglia segreta contro il cancro al seno.

## Discografia
- 1994: Love From Now On
- 1994: Promise Me
- 1995: Brave Enough To Love
- 1995: Woman In Love
- 1995: You are in my heart concert (live)
- 1996: Beloved Collection (best of)
- 1997: Dance with the wind (remix)
- 1996: CoCo 李玟
- 1996: CoCo's Party
- 1997: Sincere
- 1997: CoCo
- 1998: DiDaDi (HMV Music Chart: numero 1)
- 1998: Sunny Day
- 1999: Today Until Forever
- 1999: Just No Other Way (HMV Music Chart: numero 1)
- 2000: The best of my love (best of)
- 2000: True Lover, You and Me
- 2001: Promise
- 2005: Exposed (HMV Music Chart: numero 1)
- 2006: Just Want You (HMV Music Chart: numero 1)
- 2008: 1994-2008 Best collection (best of)
- 2009: East to west
- 2012: Ultimate Coco
- 2013: Illuminate